# Menażka

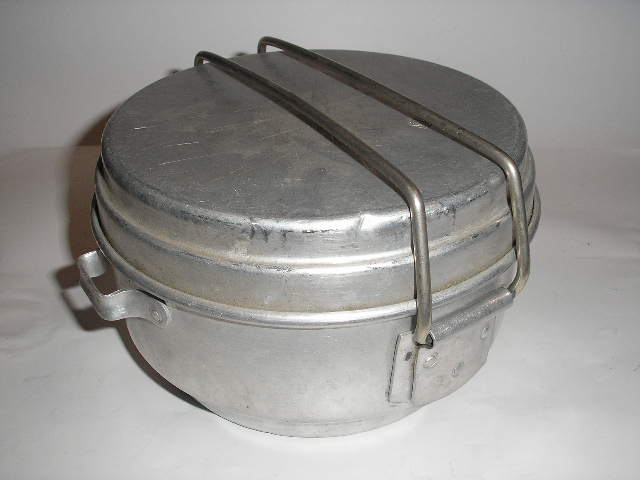
Menażka

Menażka – lekki, zamykany pojemnik, dwu- lub trzyczęściowy, służący jako naczynie do spożywania posiłków, a czasem też ich przygotowywania (szczególnie ciepłych). Menażka używana jest głównie przez żołnierzy i turystów.
Menażka zazwyczaj wykonana jest z aluminium. Dzięki temu menażka jest mniejszym obciążeniem w ekwipunku.

## Zobacz też

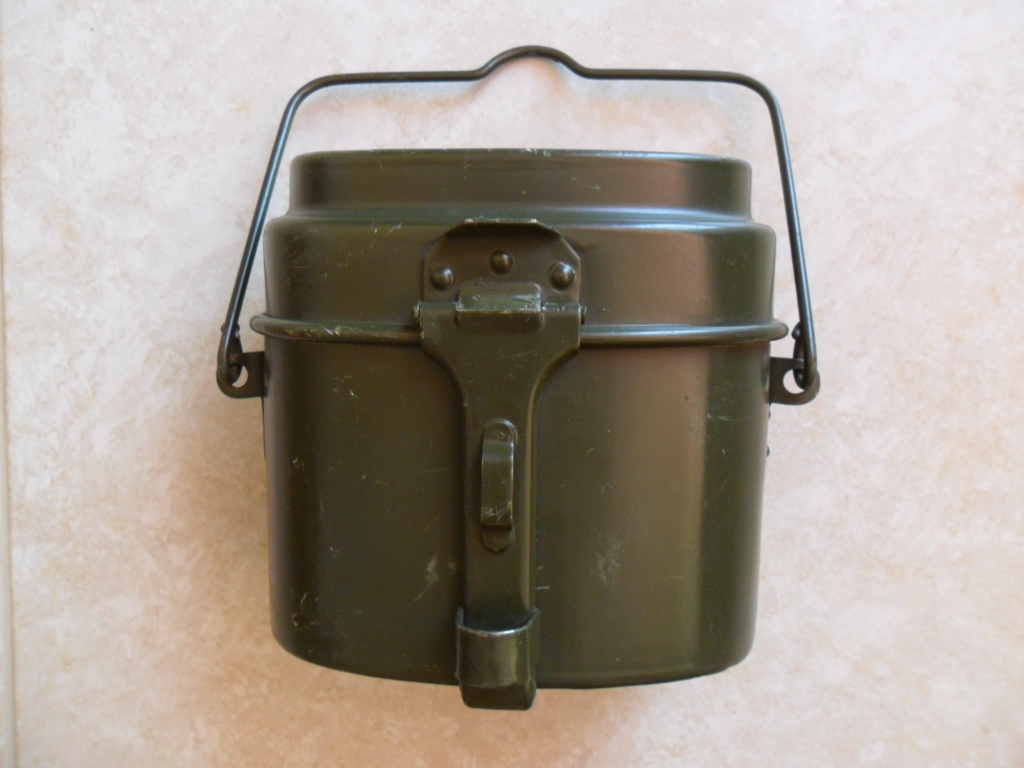
Menażka używana w WP
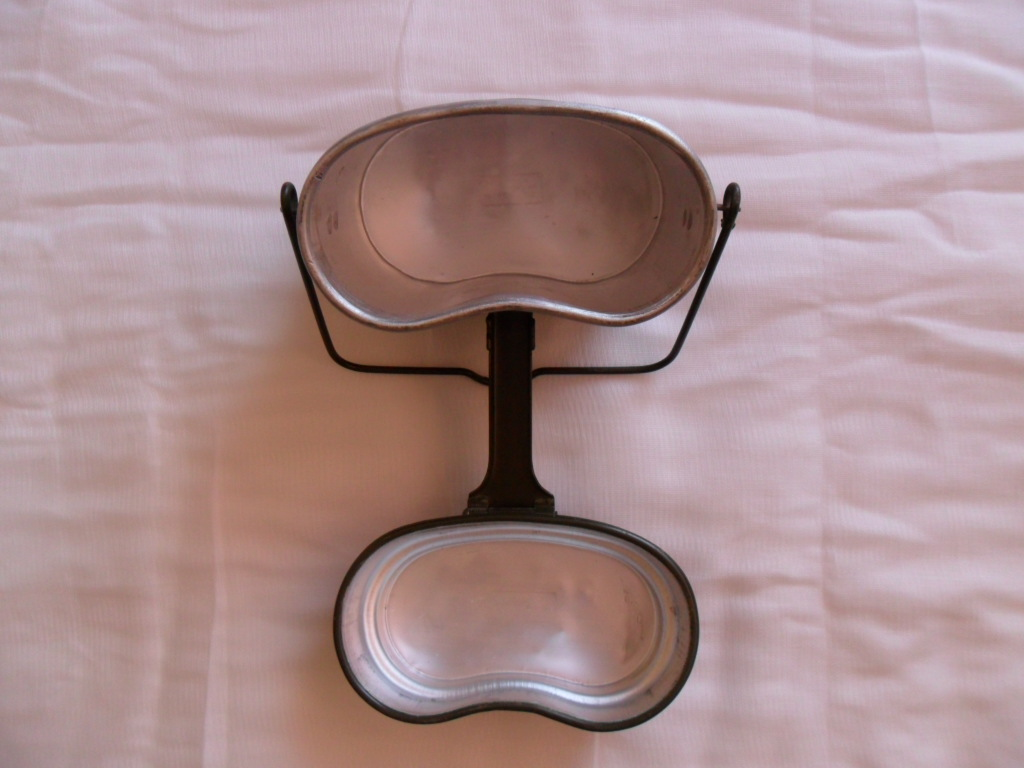
Menażka gotowa do użycia
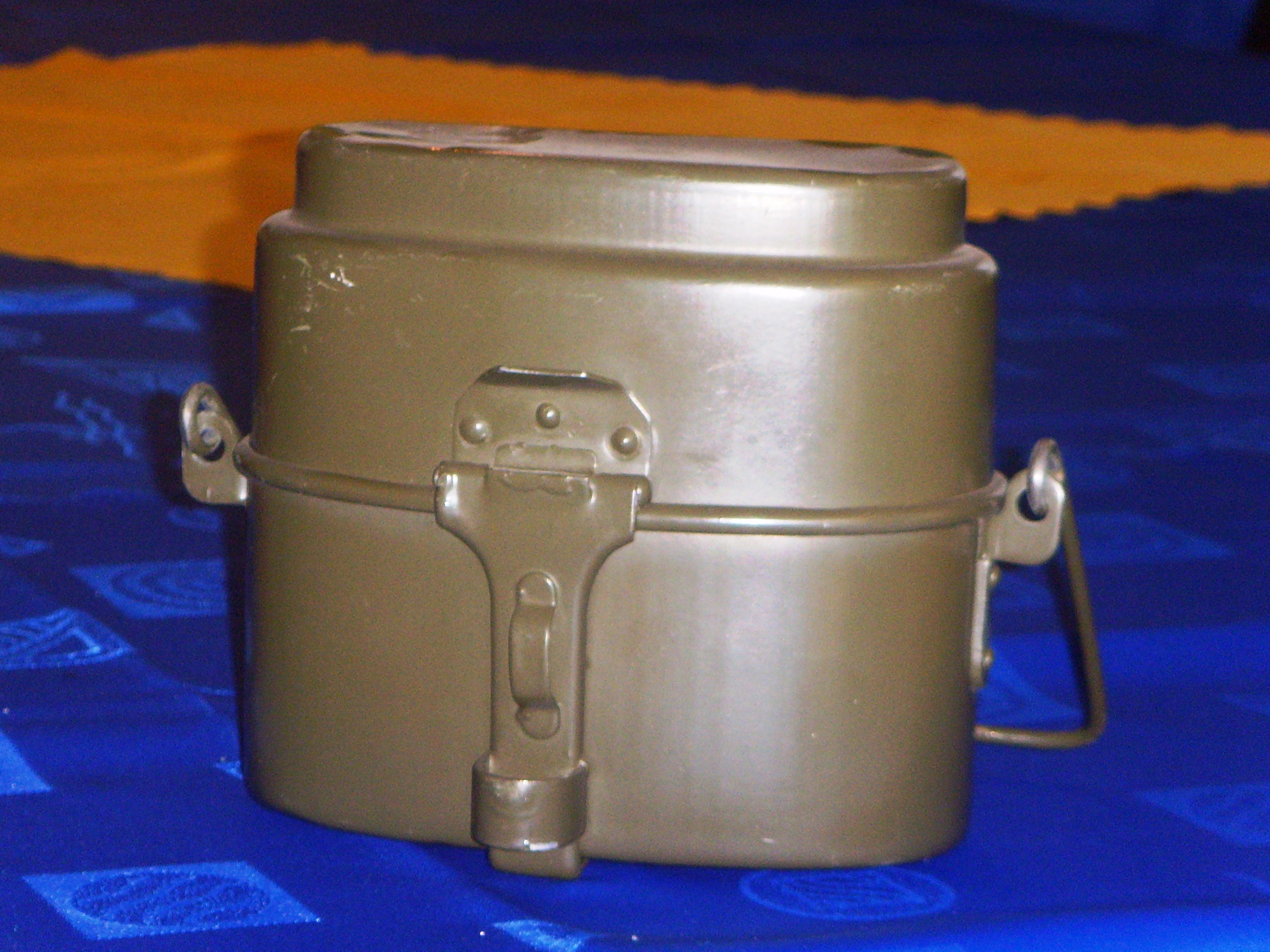
Menażka wz. 70 używana w WP